# Jacques Houdek
Jacques Houdek, pseudonimo di Željko Houdek, noto anche come Žak Houdek (Velika Gorica, 14 aprile 1981), è un cantante croato. Vincitore del premio Porin come migliore artista emergente nel 2004, Jacques Houdek ha una carriera prolifica in Croazia, dove ha pubblicato sei album di inediti, oltre a vari album dal vivo e raccolte. È stato selezionato dall'ente radiotelevisivo croato HRT per rappresentare la sua nazione all'Eurovision Song Contest 2017 con la canzone My Friend.

## Biografia
Jacques Houdek ha frequentato il Berklee College of Music a Boston. Dopo essersi diplomato, è tornato in Croazia e ha firmato un contratto con la Croatia Records, la principale etichetta discografica del Paese, per intraprendere la sua carriera musicale, che finora include la pubblicazione di sei album di inediti, tre album dal vivo e quattro compilation. Jacques ha vinto quattro premi Porin (il più importante riconoscimento musicale in Croazia): nel 2004, come migliore artista emergente; nel 2008, come migliore performance vocale pop maschile con Zavuijek tvoj; nel 2009, come migliore album per bambini con Idemo u zoološki vrt; e nel 2012, nuovamente come migliore performance pop vocale con Stotinama godina. Nel 2015 Jacques è stato uno dei giudici della prima stagione del talent show The Voice – Najljepši glas Hrvatske.
Jacques ha provato varie volte a rappresentare la Croazia all'Eurovision Song Contest nel 2002 ha debuttato a Dora, il processo di selezione croato per l'Eurovision, con il suo primo singolo, Čarolija. Il brano è arrivato tredicesimo nella competizione, ma ha lanciato la sua carriera musicale in Croazia. Nel 2003 ci ha riprovato con Na krilima ljubavi, che è arrivata quinta, e nel 2004 ha presentato Nema razloga, con cui si è piazzato quarto. L'anno successivo ha partecipato a Dora con il brano Nepobjediva, anch'esso arrivato quarto, mentre nel 2006 ha cantato Umrijeti s osmjehom, arrivando quindicesima – il suo risultato peggiore. Dopo essersi preso alcuni anni di pausa dalla competizione, Jacques è tornato a Dora nel 2011, dove dopo sette settimane di eliminazioni si è battuto con Daria Kinzer per aggiudicarsi il biglietto per l'Eurovision. La versione di Daria di Lahor, la canzone vincitrice, ha ottenuto più consensi da parte del pubblico croato, e Jacques si è dovuto accontentare del secondo posto. Il 17 febbraio 2017 è stato confermato dall'ente radiotelevisivo croato HRT che Jacques Houdek avrebbe rappresentato la Croazia all'Eurovision Song Contest 2017, che si svolgerà a Kiev, in Ucraina. La sua canzone, My Friend, scritta in inglese e italiano, è stata annunciata il 20 febbraio e pubblicata il 2 marzo. Houdek ha partecipato alla prima semifinale dove, classificandosi 8º con 141 punti, si è garantito l'accesso alla finale del 13 Maggio. Nell'ultimo atto ha ottenuto 128 punti che gli hanno valso il tredicesimo posto finale.

### Vita privata
Jacques ha sposato Brigitte Krkač nel 2005. La coppia ha due figli, Sofija (n. 2006) e David (n. 2013). Vivono a Zagabria.

## Discografia

### Album in studio
- 2004 - Čarolija
- 2005 - Kad si sretan
- 2006 - Živim za to
- 2008 - Idemo u zoološki vrt
- 2008 - Crno i bijelo
- 2009 - Najveći božićni hitovi
- 2012 - Meni za ljubav

### Album dal vivo
- 2007 - Live in Gavella
- 2008 - Live in SAX!
- 2010 - Live!

### Raccolte
- 2007 - Za posebne trenutke
- 2010 - Najljepše ljubavne pjesme
- 2015 - The Best of Collection

### Singoli
- 2002 - Čarolija
- 2005 - Živim za to
- 2016 - Slap ljubavi
- 2017 - My Friend